# 康布雷城站
康布雷城站，一般简称"康布雷站"，是法国的一个铁路车站，位于法国城市康布雷。

## 位置
康布雷城站位于康布雷市区的东北部，圣于昂朔塞－杜埃铁路194.728公里处。但事实上该铁路康布雷城站上行方向已基本关闭，现有的"巴黎—康布雷"城际列车通过布希尼－索曼铁路和克雷伊－热蒙铁路运行。
康布雷站大致呈西北-东南走向，开口朝西南，面向康布雷市区。

## 设施
康布雷城站设有人工售票窗口，其开放时间如下：
- 周一至五：6:00~20:00
- 周六：8:00~20:00
- 周日及节假日：13:00~20:00

此外，康布雷城站还设有自动售票机等设施。

## 停靠线路
以下列车线路在站停靠：
| 康布雷城站列车线路表           |            |             |                            |              |
| 线路                           | 车种       | 上一站      | 下一站                     | 大致运行频率 |
| 巴黎—康布雷                    | INTERCITÉS | 科德里      | （终点）                   | 每天1趟      |
| 圣康坦—里尔                    | TER        | 科德里      | 欧比尼欧巴克               | 每天7趟左右  |
| 圣康坦/布希尼—康布雷—杜埃/里尔 | TER        | 科德里/旺拜 | 欧比尼欧巴克               | 每天8趟左右  |
| 康布雷—卢尔什/瓦朗谢讷/里尔    | TER        | （起点）    | 埃斯科德厄弗尔/伊武伊/布尚 | 每天7趟左右  |
| 1.                             |            |             |                            |              |

## 配套交通

### 长途客车
| 停靠康布雷城站的大巴车      |                              | |
| 上下车地点                  | 运营单位                     | 主要目的地 |
| Espace gares 康布雷城站西侧 | 诺尔省城际客运 Arc-en-Ciel-3 | - 301线：博瓦昂康布雷西、科德里、特鲁瓦维勒、勒卡托康布雷西 - 301快线：科德里、勒卡托康布雷西 - 302线：圣瓦斯特昂康布雷西、索勒姆 - 304线：马尼耶尔、莱斯丹、埃斯科河畔奥讷库尔 - 305线：里贝库尔拉图尔、埃佩伊、鲁瓦塞勒 - 306线：卡尼耶尔、贝维莱尔、科德里 - 307线：涅尔尼、埃讷、维莱乌特雷欧 - 308线：蒂安圣马丹、奥尔丹、布尚 - 324线：阿邦库尔、马尔康奥斯特雷旺 - 326线：塞尔河畔努瓦耶尔、瓦夫勒尚苏福尔 - 327线：昂纳、杜瓦尼 - 332线：阿韦讷莱索贝尔、欧西 - 336线：利尼昂康布雷西、德埃里 |
| Espace gares 康布雷城站西侧 | SNCF Car TER                 | （当某条铁路线施工或罢工时，SNCF可能也会提供途径该线路沿途站点的大巴车） |
| 1. 2. 3.                    |                              | |

### 市内交通
| 康布雷城站附近的市内公共交通线路 |                | |
| 公交车站名称                     | 位置           | 停靠线路 |
| Station bus 康布雷-公交总站      | 康布雷城站门口 | - 1路：康布雷-公交总站 ↔ 埃斯科多夫尔 - 2路：康布雷-公交总站 ↔ 康布雷-美洲 - 3路：康布雷-公交总站 ↔ 康布雷-马丹马丁 - 4路：康布雷-公交总站 ↔ 康布雷-商业中心 - 5路：康布雷-公交总站 ↔ 普罗维尔-商业中心 - 6路：康布雷-公交总站 ↔ 赛伊累康布雷-莱冷库尔圣欧勒 - 7路：康布雷-公交总站 ↔ 讷维尔圣雷米 - 8路：康布雷-公交总站 ↔ 康布雷-大学城 |
| 1. 2.                            |                | |

### 社会车辆
康布雷城站门口设有社会车辆停车场。

## 临近车站
| 康布雷城站（Gare de Cambrai-Ville） |                      |                  |
| 上行车站                            | 线路                 | 下行车站         |
| （起点）                            | 圣于昂朔塞－杜埃铁路 | 欧比尼欧巴克站   |
| 旺拜站                              | 布希尼－索曼铁路     | 埃斯科德厄弗尔站 |
| 1. - 本表仅显示运营中的线路及车站   |                      |                  |